# 6729 Emiko
A 6729 Emiko (ideiglenes jelöléssel 1991 VV2) a Naprendszer kisbolygóövében található aszteroida. Satoru Otomo fedezte fel 1991. november 4-én.